# Sh2-208
Sh2-208 est une petite nébuleuse en émission visible dans la constellation de la Girafe.
Elle est identifiée dans la partie sud de la constellation, dans une zone dépourvue d'étoiles brillantes, et fortement obscurcie, juste au sud de la nébuleuse voisine et plus brillante Sh2-207. La période la plus propice à son observation dans le ciel du soir tombe entre les mois de septembre et février et elle est considérablement facilitée pour les observateurs situés dans les régions de l'hémisphère boréal, où elle est circumpolaire jusqu'aux régions tempérées chaudes.
Il s'agit d'une région HII dont la distance semble incertaine : certaines études indiquent une distance d'environ 2 100 pc (∼6 850 al), en la plaçant sur le bras de Persée, tandis que d'autres basées sur les émissions de CO fournissent des valeurs de pas moins plus de 7 600 parsecs (près de 27 800 années-lumière), l'amenant jusqu'au bras du Cygne. Les références ne manquent pas, qui l'associent au petit amas ouvert Waterloo 1, formé d'étoiles de magnitude 14 et visible exactement dans sa direction, comme dans le cas de la base de données SIMBAD, impliquant donc une distance d'environ 4 400 pc (∼14 400 al).
À l'intérieur, la source de rayonnement infrarouge IRAS 04156+5251 a été identifiée, coïncidant avec un très jeune amas ouvert en formation, identifié en 2003 et portant les initiales [BDS2003] 64. Notons enfin que le catalogue Avedisova associe cette nébuleuse à Sh2-207, apparemment proche mais pour laquelle des estimations de distance existent autour de 3 400 parsecs.